# Casa de Harcourt

Brasão de Armas da Casa dos Harcourt

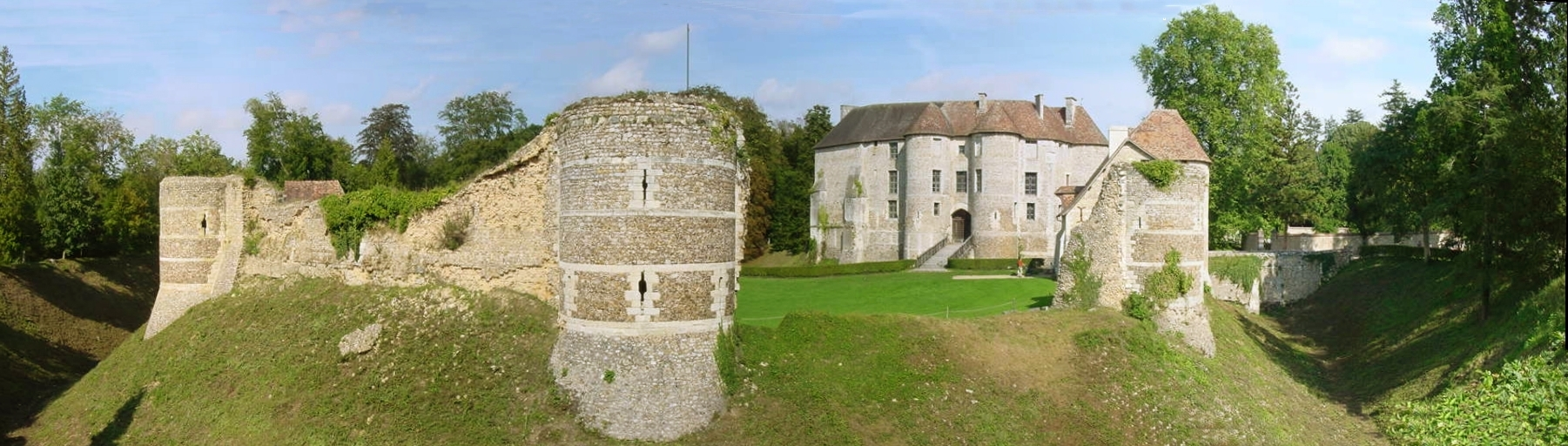
O Castelo de Harcourt

A Casa de Harcourt teve origem no território a que corresponde Harcourt e que foi obtido pelo chefe viquingue Rolão em 911, através do Tratado de Saint-Clair-sur-Epte. São estes territórios que vão constituir o Ducado da Normandia que ele irá distribuir pelos seus filhos. O Senhorio de Harcourt e de Brionne, foi assim atribuído por Rolão a Bernardo, o Dano, um dos seus parentes que juntaram também o Condado de Pont-Audemer. Anchetil de Harcourt foi o primeiro a utilizar o nome de Harcourt ainda o século XI.

## Senhores de Harcourt
- Bernardo, o Dano, 911 - 950 foi governador e  regente do ducado da Normandia desde 943. Casou com Esprota, princesa da Borgonha de quem teve:
- Torf,[1] barão de Tourville entre 950 e 960, casado com Ertemberga de Bricquebec, de quem teve:
- Turquetil de Harcourt 960 a 1020 casado com Ancelina de Montfort-sur-Risle, de quem teve:
- Anchetil de Harcourt, 1020 c. 1066, casado com Eva de Boissey de quem teve:
- Fernando de Harcourt 1066 a 1078 foi irmão de Roberto I de Harcourt e casado com Ema de Estouteville.
- Roberto II de Harcourt 1078 a 1100 filho de Anchetil de Harcourt de Ève de Boissey. Foi casado com Colette de Argouges, de quem teve:
- Guilherme de Harcourt 1100 a 1124, foi casado com Hue de Amboise, de quem teve:
- Roberto II de Harcourt, senhor de Elbeuf, 1124 - 1212 casado em 1179 com Joana de Meulan de quem teve:
- Ricardo de Harcourt (1212 - 1239) filho do anterior e casado em 1213 com Joana de la Roche-Tesson, herdeira do viscondado de Saint-Sauveur, de quem teve:
- João I de Harcourt (1199 - 1288), visconde de Harcourt de 1239 a 1288 filho do anterior e casado com Alix de Beaumont, de quem teve:
- João II de Harcourt (1240 - 1302), foi visconde de 1288 a 1302 e marechal e amiral de França, filho do anterior e casado por duas vezes, a primeira com Inês da Lourena, filha de Ferry III da Lourena e mais tarde com Joana de Châtellerault. Deste segundo casamento teve:
- João III de Harcourt (? - 1329),[2][3] foi visconde de 1302 a 1329, filho do anterior com a sua segunda esposa, Jeanne de Châtellerault. Casou com Alice de Brabant.

## Condes de Harcourt
Harcourt foi elevada à condição de condado em 1338, conjuntamente com os senhorios de Lillebonne, Troispierres, Saussaye e Elbeuf, por alvarás de Filipe VI de França em Março de 1338. Os membros da casa de Harcourt que foram condes de Harcourt são:
- João IV de Harcourt ( ? - 1346), foi conde de Harcourt entre 1338 e 1346,[3] foi filho de João III d Harcourt (? -1329) e de Alix de Brabant. Casou com Isabel de Parthenay, Senhora de Vibraye, de Montfort-le-Rotrou, de Aspremont e de Bonnétable,[3] de quem teve:
- João V de Harcourt (? - 1355) foi conde entre 1346 e 1355 e filho do anterior.[3] Casou com Blanche de Ponthieu, condessa de Aumale, de quem teve:
- João VI de Harcourt (1342 - 1389) foi conde entre 1355 e 1389[3] e filho do anterior e casou em 1359 com Catarina de Bourbon (? - 1427), filha de Pedro I, Duque de Bourbon, de quem teve:
- João VII de Harcourt (1370 - 1452) foi conde entre 1389 e 1452[3] e filho do anterior. Casou em 1390 com Maria de Alençon (1373 - 1417), filha de Pedro II de Alençon.

O seu filho mais velho e herdeiro do condado morre em 1424 e Harcourt reverte para o seu segundo filho. Contudo a filha mais velha de João VII de Harcourt (1370 – 1452), Maria de Harcourt, casada com António de Lourena, conde de Vaudémont, reivindica o condado de Harcourt, acção continuada pelo seu filho João de VIII de Harcourt (1396 - 1424).